# Женская сборная Нигерии по кёрлингу
Женская сборная Нигерии по кёрлингу — представляет Нигерию на международных соревнованиях по кёрлингу. Управляющей организацией выступает Федерация кёрлинга Нигерии (англ. Nigeria Curling Federation, Curling Nigeria).
Впервые выступила в октябре 2022 на Панконтинентальном чемпионате 2022.

## Результаты выступлений

### Панконтинентальный чемпионат
| Год  | Место          | И              | В              | П              | Состав (четвёртый/скип, третий, второй, первый, запасной, тренер)                         |                |
| ---- | -------------- | -------------- | -------------- | -------------- | ----------------------------------------------------------------------------------------- | -------------- |
| 2022 | 13             | 6              | 0              | 6              | Anteequa Washington (скип), Njideka Harris-Eze, Jane Eruchalu, Phina Brooks               |                |
| 2023 | не участвовали | не участвовали | не участвовали | не участвовали | не участвовали                                                                            | не участвовали |
| 2024 | 15             | 7              | 1              | 6              | Jasmin Hashi (скип), Anteequa Washington, Kiana McKoy, Phina Brooks, тренер: Chad Johnson |                |

(источник:)